# Ried (Aichach-Friedberg járás)
Ried település Németországban, azon belül Bajorországban. Lakosainak száma 3218 fő (2023. december 31.). Ried Mering és Kissing községekkel határos.

## Népesség
A település népessége az elmúlt években az alábbi módon változott:
| Lakosok száma | 272  | 503  | 1211 | 2357 | 2974 | 2991 | 3088 | 3104 | 3209 | 3218 |
|               | 1875 | 1950 | 1975 | 1987 | 2012 | 2014 | 2016 | 2017 | 2021 | 2023 |